# 비오스코프
비오스코프(Bioscop)는 스클라다노프스키 형제가 만든 두 줄로 된 54mm 필름으로 만든 초기 형태의 영사기이다.

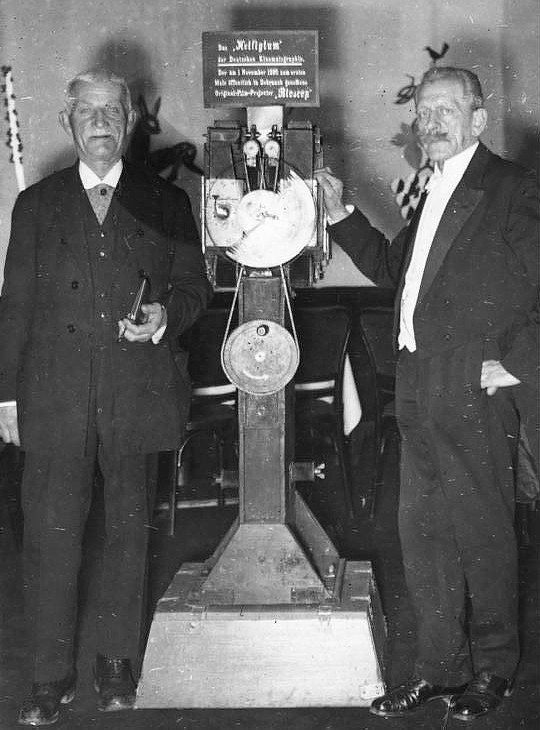
오이겐 스클라다노프스키(왼쪽), 막스 스클라다노프스키(오른쪽)와 비오스코프(사진:1934)

## 같이 보기
- 시네마토그래프